# Scuderia Marzotto
La Scuderia Marzotto è stata una scuderia privata che ha gareggiato nelle competizioni automobilistiche dei primi anni '50.

## Storia
Fondata a Valdagno nel 1951 ad opera del conte Giannino Marzotto e dei suoi fratelli Paolo, Umberto e Vittorio; nonostante i soli tre anni di attività la scuderia prese parte a diverse competizioni automobilistiche segnando anche importanti successi.

### Stagione 1951
La scuderia, forte di svariate vetture tra cui numerose Ferrari, prese parte al Campionato italiano di Formula 2 e a numerosi eventi internazionali, tra cui la Mille Miglia.
Lo sforzo profuso si tradusse in un discreto bottino composto da 3 vittorie (Giro di Sicilia / Vittorio Marzotto; XII Grand Premio Reale di Roma / Mario Raffaelli; I Grand Prix de Rouen / G. Marzotto) e 5 piazze d'onore ( II Coppa d'Oro di Sicilia / P. Marzotto; II Circuito Internacional do Porto / V. Marzotto; IV DMV Grenziandringrennen / Ferdinando Righetti; XXXV Targa Florio / Giovanni Bracco; Gran Premio di Modena 1951 / José Froilán González).

### Stagione 1952
Agli impegni della stagione precedente si assommarono anche ulteriori partecipazioni a gare internazionali titolate oltre all'iscrizione, come costruttore privato, al Campionato mondiale di Formula 1 nel 1952, con delle Ferrari 166 F2.
Il risultato finale fu piuttosto lusinghiero, aggiungendo al palmares una striscia di risultati incoraggianti tra cui: 5 vittorie (XII Giro di Sicilia / P. Marzotto; Coppa d'Oro di Sicilia / Eugenio Castellotti; Gran Premio di Monaco F2 / V. Marzotto; VI Coppa d'Oro delle Dolomiti / P. Marzotto; VIII Circuito Automobilistico Internazionale di Senigallia / P. Marzotto) 1 secondo posto ( VI Coppa d'Oro delle Dolomiti / G. Marzotto) e 1 terzo posto (V Gran Premio di Napoli / Gianfranco Comotti)

### Stagione 1953
Il 1953 vide la scuderia la via di un solo evento, il Gran Premio di Siracusa a cui iscrisse Raffaelli.

## Vetture utilizzate
Benché i fondatori avessero messo a disposizione le due Lancia Aprilia utilizzate negli anni precedenti alla costituzione della scuderia e una Panhard, il nucleo delle vetture era costituito da Ferrari, in particolare 166 F2, 225 S, 340 America, 212 Export.
Va detto, inoltre, che i conti non si limitarono ad acquistare le vetture del cavallino ma, in più occasioni, proposero rivisitazioni curate da carrozzieri e progettisti italiani; in particolare vanno ricordati i due Ferrari 212 Export ribattezzati "Uovo" e "Carretto Siciliano".

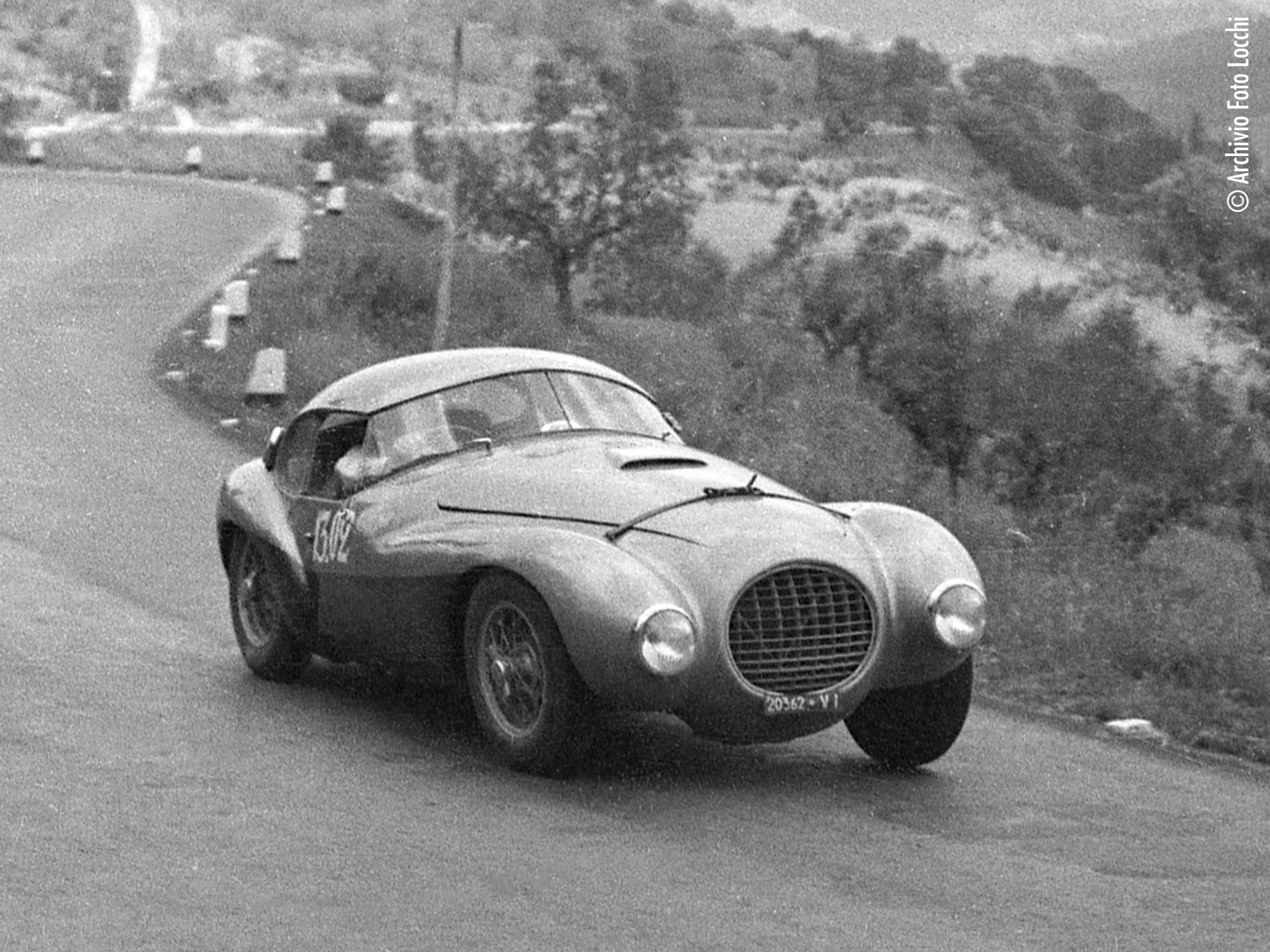
La Uovo montata su telaio 166MM

### La Ferrari Uovo
Questa carrozzeria berlinetta disegnata con l'intento di massimizzare le prestazioni aerodinamiche della vettura venne montata sul telaio 212 Export S/N 0084 e debuttò al Giro di Sicilia.
Successivamente la carrozzeria venne installata su altri telai mentre il telaio originale venne ri-carrozzato.

### La Ferrari Carretto Siciliano
Partendo dal telaio Export carrozzato Vignale S/N 0086 targato VI120371, i fratelli Marzotto fecero realizzare una carrozzeria ispirata alle Bugatti anteguerra che dipinsero con colori sgargianti e ribattezzarono, per il suo aspetto, "carretto siciliano".
Dopo la partecipazione al Giro di Sicilia la vettura subì ulteriori modifiche che la videro diventare dapprima "giardinetta" e infine "fianchi stretti".

## Risultati in Formula 1
| Anno | Vettura        | Motore          | Gomme | Piloti         |  |  |  |     |  |     |  |  |  |  |  |  |  |  |  |  |  |  |  |  |  |  |  |  | Punti | Pos. |
| ---- | -------------- | --------------- | ----- | -------------- |  |  |  | --- |  | --- |  |  |  |  |  |  |  |  |  |  |  |  |  |  |  |  |  |  | ----- | ---- |
| 1952 | Ferrari 166 F2 | Ferrari 2.0 V12 | P     | Franco Comotti |  |  |  | 12  |  |     |  |  |  |  |  |  |  |  |  |  |  |  |  |  |  |  |  |  | -     | -    |
| 1952 | Ferrari 166 F2 | Ferrari 2.0 V12 | P     | Piero Carini   |  |  |  | Rit |  | Rit |  |  |  |  |  |  |  |  |  |  |  |  |  |  |  |  |  |  | -     | -    |